# Бронеавтомобили республиканцев гражданской войны в Испании
Бронеавтомобили республиканцев гражданской войны в Испании — бронеавтомобили, принимавшие участие в гражданской войне в Испании в Армии Испанской Республики и, частично, в Армии испанских националистов

## Введение
Особенность гражданской войны в Испании — широкое использование бронеавтомобилей. Объяснялось это не только маневренными боевыми действиями и хорошим состоянием дорог, но хорошей производственной базой, имевшейся в Испании. Опыт первых боев показал, бронеавтомобили ненамного уступают тогдашним танкам, но гораздо дешевле и проще в обслуживании. Особо активно развивалось бронеавтомобилестроение в республиканской зоне, где были наиболее крупные центры автомобилестроения.

## «Бильбао» (Bilbao)
Накануне Гражданской войны самыми массовыми бронеавтомобилями в Испании были «Бильбао» (Bilbao). Основа — грузовик Додж 4х2, который выпускали в Детройте на шасси Крайслер и поставляли в Испанию. Бронелисты крепили на металлическом каркасе заклёпками. Бронирование довольно слабое, в противном случае пришлось бы пожертвовать скоростью и проходимостью. Экипаж — командир, водитель и 2 стрелка — стреляли из пулемётов, для чего в корпусе по бокам шесть закрывающихся окон и одно сзади. На корпусе цилиндрическая башня с одним 7-мм пулемётом Гочкис. Внутри можно перевозить до пяти солдат.
Производство на заводе в Сестао рядом с Бильбао, но по названию города, в котором разработан, назван «Бильбао» (Bilbao). Первая партия — 18 «Бильбао» — поставлена в штурмовую группу, 14 передали кавалерийской «группе пулемётов и пушек» и 2 вернули на фабрику. Поставки закончены 12 августа 1936 года после выпуска 48 бронеавтомобилей. Хотя темп сборки невелик, к концу 1934 года бронеавтомобилями «Бильбао» укомплектовано 16 механизированных групп (мех. групп) — 3 в Мадриде, 3 в Барселоне, и по одной в Валенсии, Бильбао, Бадахосе, Вальядолиде, Севилье, Сарагосе, Овьедо, Ла-Корунье, Гранаде и Бургосе.
После путча летом 1936 года у республиканцев 41 «Бильбао», 7 у мятежников, 2 из них, в смешанной группе из пехоты, 3 орудий, 3 «Бильбао» и самолёта, участвовали в атаке на мятежные казармы Куартель монтана и спустя несколько часов овладели ими. 4 бронеавтомобиля в механизированной колонне полковника Ригуэлме в конце июля в походе на Толедо и замок Алькасар. В этих схватках 2 бронеавтомобиля безвозвратно потеряно.  22-24 июня 1936 года 8 «Бильбао» в колонне полковника Пудендол, атаковавшего города Алькала-де-Энарес и Гвадалахара. Почти одновременно 5 «Бильбао» из «группы пулемётов и пушек» в наступлении на мятежников у города Альто-дель-Леон, и хотя результаты положительны, 2 бронеавтомобиля захвачены мятежниками. 7 других «Бильбао» этой части распределили между другими колоннами, формирование которых в это же время начали в Мадриде. Например, 5 бронеавтомобиля передали колонне Maнгада, которая была в боях под Навальпераль-де-Пинарес. Дальнейшие действия бронеавтомобилей Бильбао пока не выяснены. 2 участвовали в обороне Мериды, где захвачены франкистами и вновь использовались против республиканцев в боях за Бадахос. На Северном фронте 2 «Бильбао» в колонне под командованием Галвиса (Galvis) у города Ирун. Ещё 4 бронеавтомобиля использовали республиканцы у городов Сан-Себастьян и Бильбао в апреле-июле 1937 года.
До нашего времени сохранился 1 «Бильбao», захваченный франкистами, выставленный в родном городе, где он создан.

### Характеристики бронеавтомобиля Бильбао образца 1932 года
Боевая масса 4800 кг;
Экипаж 4 человека;
Длина — 5440 мм;
Ширина — 2070 мм;
Высота — 2060мм до крыши башни, - 2010 до крыши корпуса, - 1430 до крыши капота;
Вооружение — один 7-мм пулемет Hotchkiss образца 1924 года;
Прицел — пулеметный;
Броня — лоб корпуса - 10 мм  борт корпуса - 3 мм   башня - 10 мм (?);
Двигатель — Chrysler, бензиновый, 6-цилвый, 63-64 л.с.;
Трансмиссия — механическая, с 4-скоростной коробкой передач;
Ходовая часть — колесная формула 4х2, шины размером 32х6, подвеска - на вертикальных пружинных рессорах;
Скорость — 52 км\ч.

## БА-6, БА-3 и ФАИ

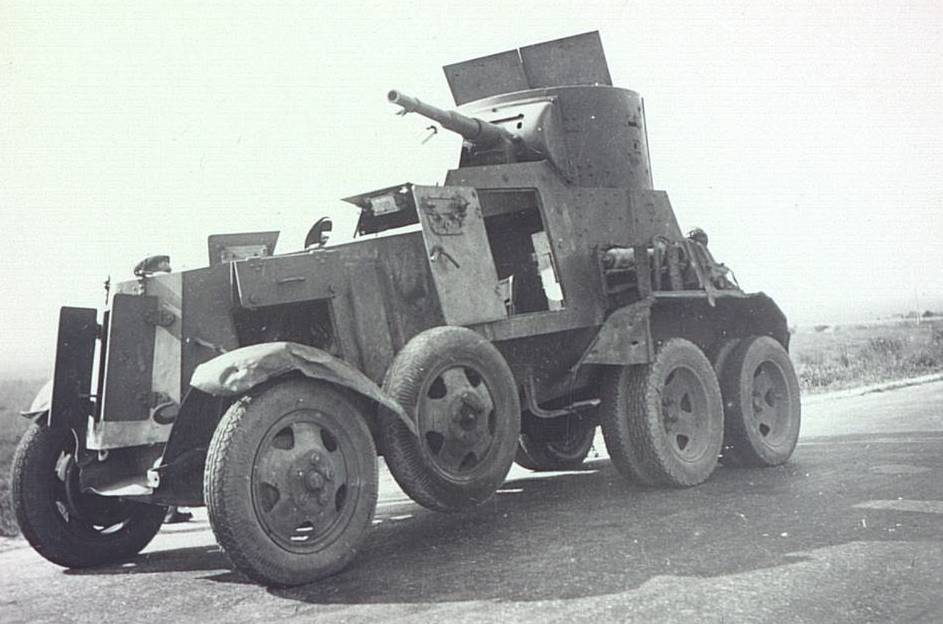
БА-6 республиканцев

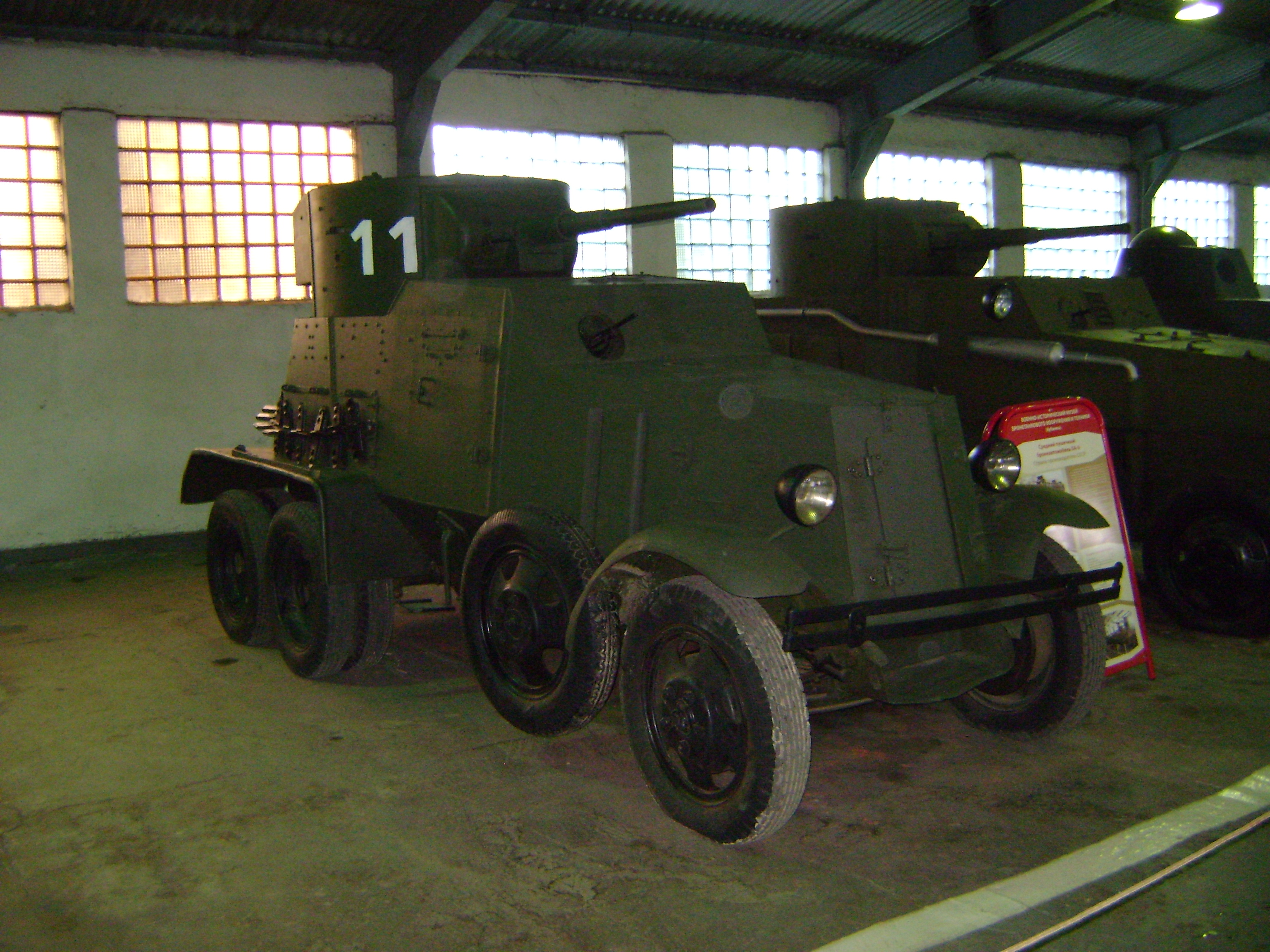
БА-6 в музее. 2013 год

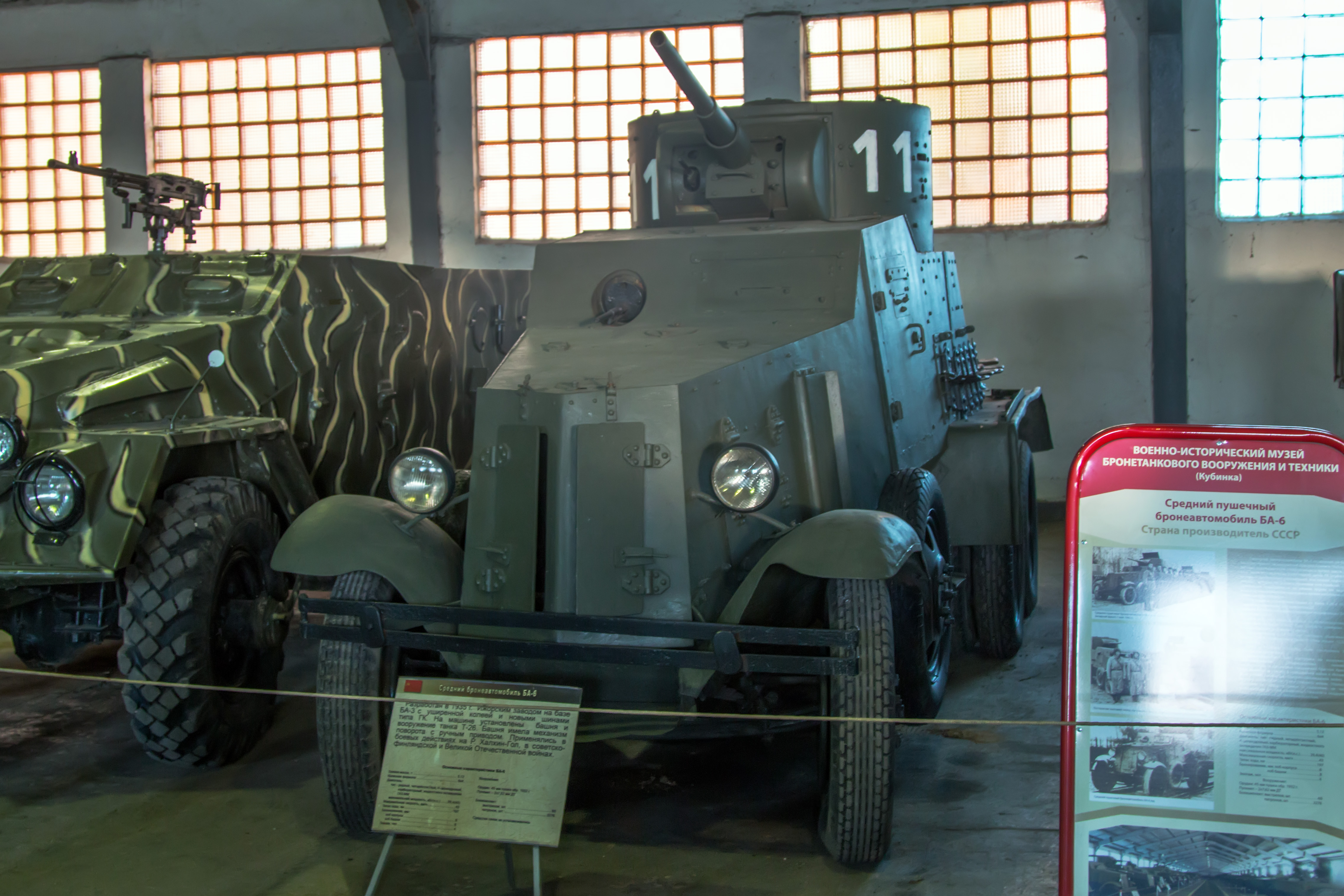
Ба-6 в музее. 2014 год

ФАИ. 1930-е годы

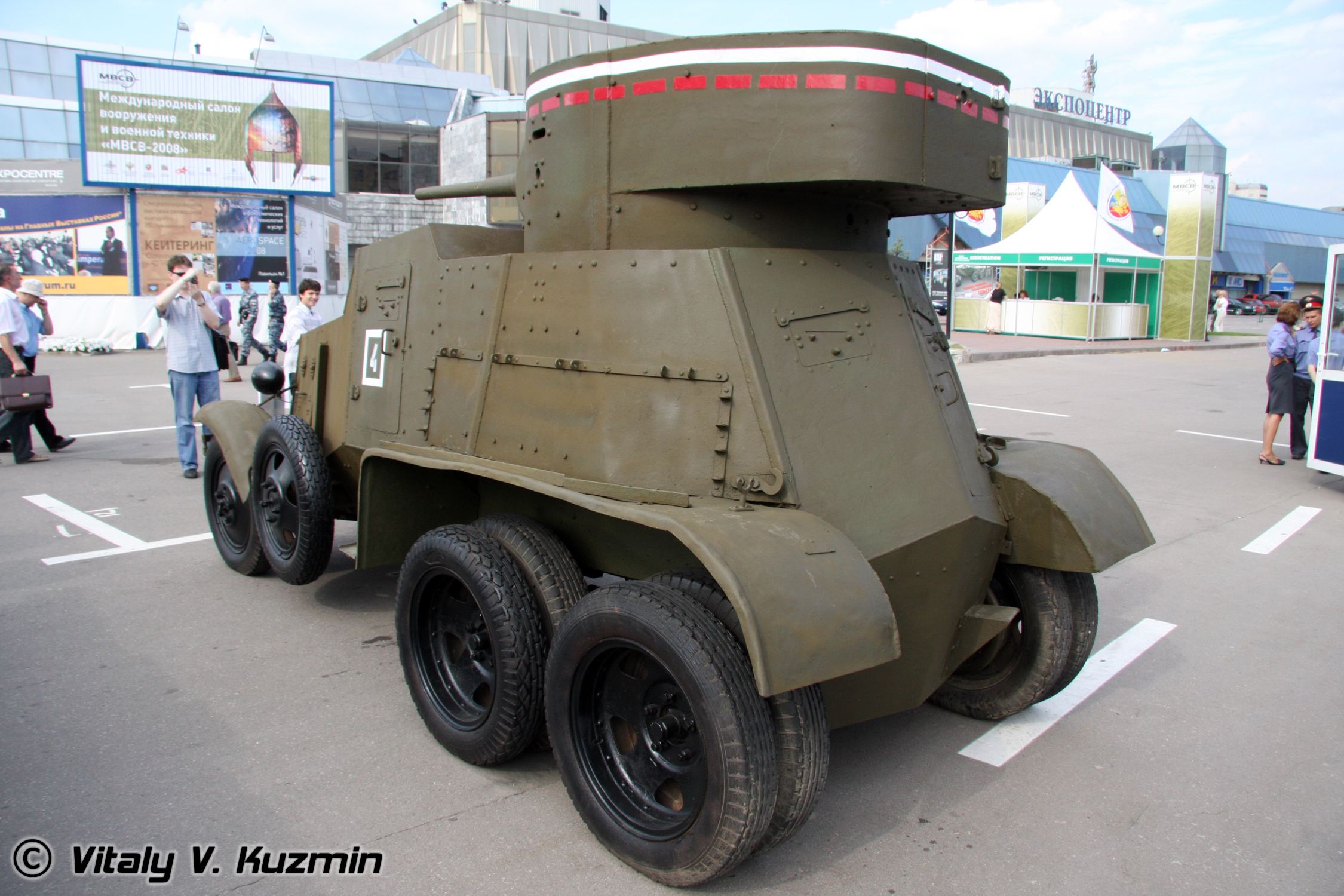
БА-3. Внешнее отличие от БА-6 — задняя дверь справа

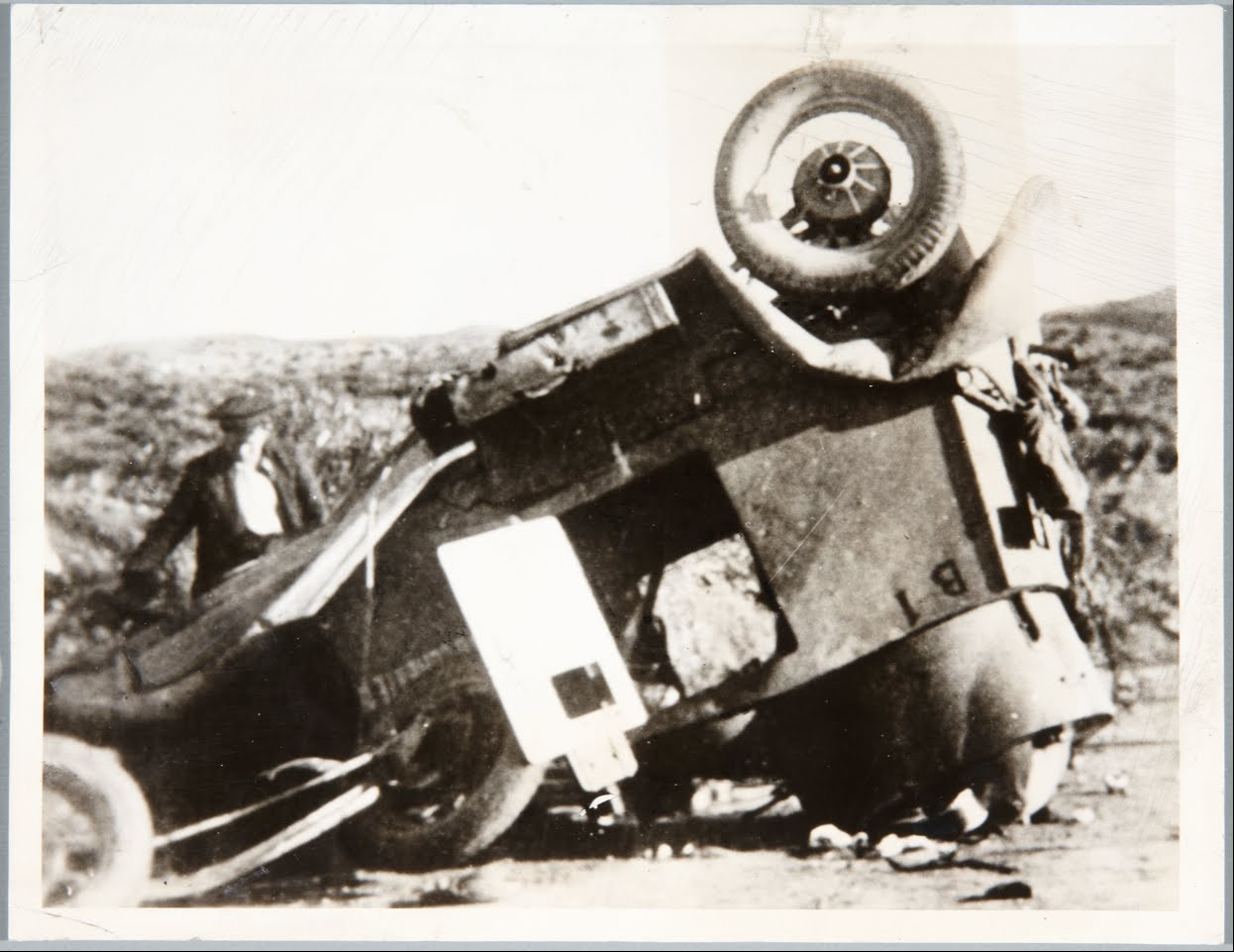
ФАИ в Испании. 1937 год

Уже с осени 1936 года СССР оказывал Испанской республике военно-техническую и людскую помощь, отправляя в неё оружие, технику, продовольствие, боеприпасы и военных советников. В числе прочего вооружения в октябре—ноябре 1936 года в Испанию доставили единственную партию из 60 броневиков — 37 БА-6, 3 БА-3 и 20 ФАИ. На юг в Картахену 28 октября — 17 БА-6, 3 БА-3 и 10 ФАИ — «Карл Лепин» (капитан Голуб, парторг Бобрович, предсудкома Бондаренко) - советский теплоход (5900 тонн). Груз 25 истребителей И-15, 30 бронемашин — 17 БА-6, 3 БА-3 и 10 ФАИ. Помимо техники на судне прибыли рабочие завода № 1, наземный персонал и 15 лётчиков: лейтенант Агафонов П.Е., лейтенант Артемьев Н.С., лейтенант Воронов М.В., лейтенант Захаров Г.Н., лейтенант Зверев Н.М., лейтенант Ковтун К.И., лейтенант Кондрат Е.Ф., лейтенант Кондратьев В.М., лейтенант Матюнин В.А., лейтенант Мирошниченко Н.И., лейтенант Митрофанов П.А., лейтенант Пуртов П.А., ст. лейтенант Рычагов П.В., лейтенант Самсонов И.Д., лейтенант Шмельков Н.И. И 1 ноября на север в Бильбао 20 БА-6 и 10 ФАИ — "А. Андреев» (капитан А. Брейнкопф), советский теплоход (3600 тонн, 2871 брт). Груз 15 И-15, 10 лётчиков во главе Б.А. Туржанским, запасные части и топливо к истребителям, и на север в Бильбао — 30 БА - 20 БА-6 и 10 ФАИ, 6 127-мм пушек Aрмстронга, 7000 127-мм снарядов, 16 37-мм полевых пушек Maклен, 25 000 37-мм снарядов, 200 пулемётов Льюис калибра 0.303, 15 655 иностранных винтовок (12 968 французских (10 168 11-мм Гра (калибра 11 мм x 59 R), 1740 11-мм Кропачек (калибр 11 мм x 59 R) и 1060 8-мм Лебель (калибр 8 мм x 50 R), 1523 австрийских 8-мм Maнлихер (8мм x 50R) и 1234 британских калибра 7,7-мм — 0.303), 9 500 000 патронов 0.303, 9 150 000 ружейных патронов, 50 миномётов (гранатомётов), 40 000 гранат к гранатомётам. На теплоходах «К. Лепин» и «А. Андреев» с И-15-ми и летчиками прибыли 36 человек технического состава и 20 рабочих-сборщиков завода № 1. (Абросов С.В. «Воздушная война в Испании. Хроника воздушных сражений 1936-39» 2008 г.).

### Стоимость имущества, поставляемого в Испанию в рублях (в скобках в долларах США)
БА-6 — 47 400 (14 550);
БА-3 — 44 000 (13 500);
ФАИ — 14 200 (4360);
Двигатель ГАЗ с КПП — 1835 (550);
Двигатель ГАЗ без КПП — 1124 (337);
45-мм танковая пушка (была и на БА-3 и БА-6) — 7000 (2100);
Перископ к Т-26 (были иногда и на БА-3 и БА-6) — 6100 (2000);
Радиостанция 71-ТК (были иногда и на БА-6) — 1850 (555).

### БА-6, БА-3 и ФАИ в боях
Уже в конце октября, при отражении отражения первого наступления на Мадрид войск Франко, эти бронеавтомобили использованы в боях. Здесь броневики действовали в отдельных отрядах и группах. Например, 1 ноября под городком Вальдемаро нанесла контрудар танковая группа полковника Кривошеина из 23 Т-26, 6 БА-6 и 3 ФАИ, остановив на этом направлении движение франкистов. В боях успешно действовали пушечные броневики — не уступая по огневой мощи танкам Т-26, они, из-за большого количества хороших дорог и шоссе, превосходили танки по манёвренности, появляясь на опасных участках неожиданно для противника. В докладах об осенних боях советские военные советники сообщали: «Бронеавтомобили. Лучшая машина ФАИ. Маленькая, быстроходная, поворотливая. Как средство разведки замечательная машина, она почти безотказна. Хуже действует БА-6. Мотор слаб, часто выходят из строя шестерни демультипликатора, резина выдерживает хорошо. Бронеавтомобили сделали 600 км с лишним. На походе сначала ставили ФАИ, затем БА-6, но так как БА-6 тяжел и двигался медленнее, получалась большая растяжка. Затем стали делать наоборот и растяжки сократились».
Благодаря мощной 45-мм пушке БА-6 и БА-3 управлялись с танками и танкетками франкистов — и с немецкими легкими PzKpfw I, и с итальянскими танкетками CV3/33 и CV3/35. Например, когда пехота противника при поддержке CV3, наступавшая от Вальдеморо на Симпассуэло, прорвала фронт 18-й республиканской бригады, из резерва ввели в бой 6 БА-6, которые, пройдя 16 км, с марша врезались в безнаказанно наступавшие танкетки, 16 разбили и повредили, а остальные ушли. Наступление мятежников на этом участке временно задержано. В течение нескольких последующих дней достаточно было здесь показаться пушечным броневикам, как противник немедленно отказывался от наступления на этом направлении.
6 ноября 1936 года танковая группа Кривошеина из 15 Т-26 и 12 БА-6, разделившись на две части, контратаковала наступающих франкистов в районах Вильяверде и Вильявисиоза. В бою уничтожено несколько артиллерийских батарей, пулемётная рота (12  пулеметов), несколько танкеток CV3 и до двух батальонов пехоты. Соединившись, группа нанесла удар на Карабалчель-Альто, уже занятый франкистами, уничтожив при этом 5 танкеток CV3 и 4 противотанковых батареи. Но с наступлением темноты броневые машины группы отошли в Мадрид, так как в этих боях пехота за танками не шла.
Во время боев под Мадридом осенью 1936 года экипаж БА-6, укомплектованный французскими добровольцами, при ночевке на окраине деревни в районе Вальдемаро спал так крепко, что начальник штаба танковой группы еле достучался револьвером, чтобы его разбудить.
В декабре 1936 года в республиканской армии сформирована танковая бригада. Бронеавтомобили вошли в разведывательный батальон, он вначале имел 22 бронеавтомобиля — 10 БА-3/БА-6 и 12 ФАИ. Впоследствии, из-за потерь, их количество сильно сократилось.
На 1 февраля 1938 года в республиканской армии осталось всего 7 БА-6 (из них 3 были в ремонте) и 3 ФАИ, остальные потеряны в боях. К окончанию Гражданской войны в Испании в феврале 1939 года в боевом составе осталось всего до 5 советских бронеавтомобилей.
Оставшиеся после поражения республиканцев бронеавтомобили попали на вооружение к франкистам. Точное число оставшихся исправными после окончания Гражданской войны в Испании советских средних бронеавтомобилей невелико — от 5 до 15 по разным данным. Они были в испанской армии до середины 1940-х годов.

## Бронеавтомобили UNL-35

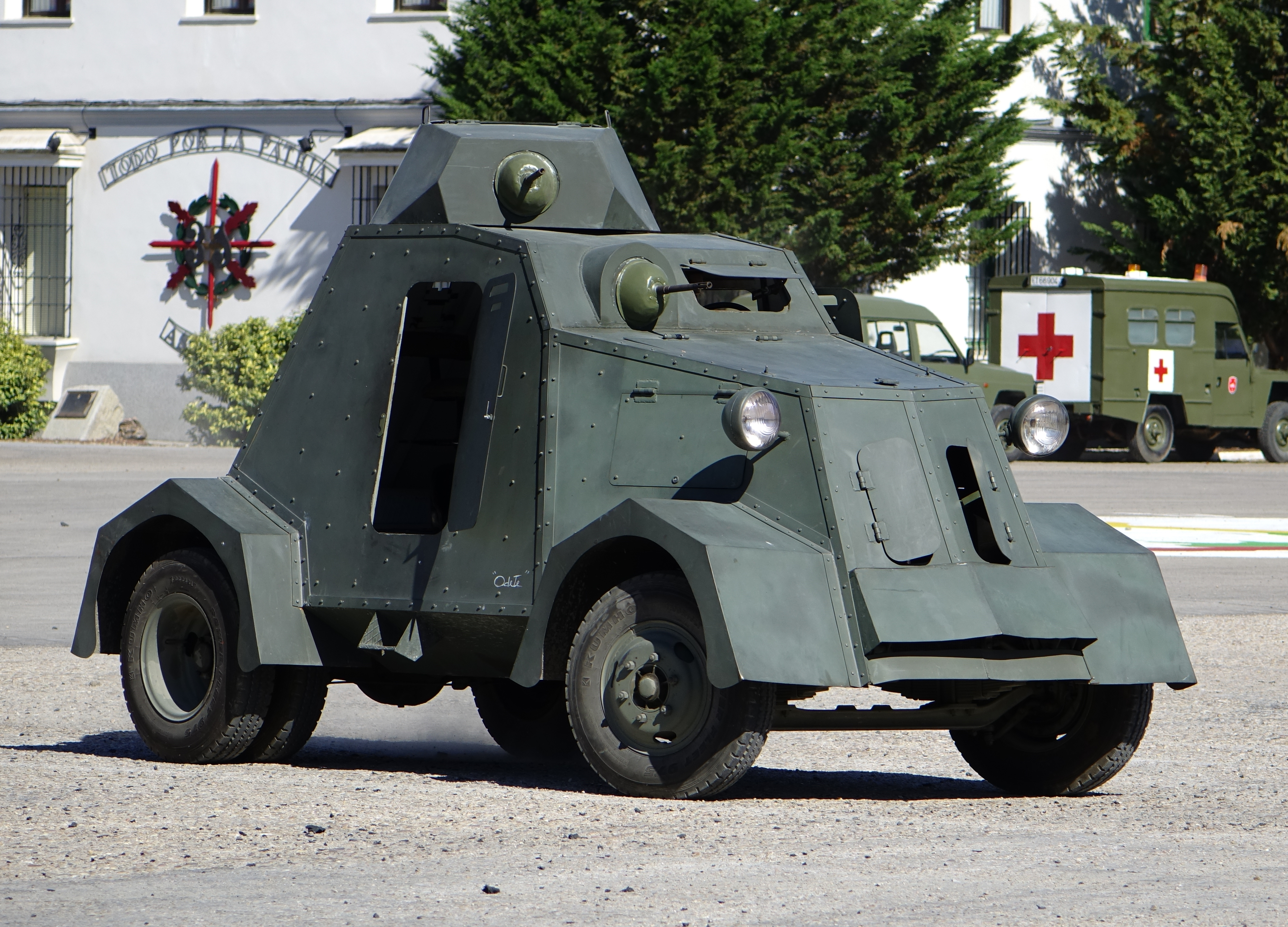
Реплика UNL-35 спереди-справа. 2013

В ноябре 1936 года комиссия по броневому вооружению Испанской республики поручила полковнику испанской армии советскому военному советнику Николаю Алымову по образцу ФАИ и БА-6 спроектировать бронеавтомобиль. Разрабатывали конструкторскую документацию на заводе № 22 «Унион наваль де Леванте» в Валенсии. По первым буквам названия завода броневик официально назван UNL-35.
Производство бронелиста для броневиков наладили на заводе «Атлос хорное де Сагунто» в городе Сагунто под руководством советского инженера Андриана Воробьева. Из отчета Н. Алымова, посланного в Москву в июне 1937 года, следует что, он был послан на завод «Наваль» для производства бронеавтомобилей на шасси ЗИС-5. Так как шасси длинное, укоротили раму на 140 см, обрезали карданный вал и передвинули задние рессоры. Броневой корпус частично сварной, частично клепанный на угольниках. Низ бронированный, вооружение — 2 пулемёта.
Производство броневого листа наладили на заводе в провинции Валенсия. Был взят химический анализ нашей и немецкой брони, и на основе этого проведены опыты по изготовлению брони с высоким содержанием хрома и никеля. В результате получилась хорошая твердая броня, которая при толщине 10 мм не пробивается бронебойной пулей с 25 м. Кроме того, изготовлена экранированная (двухслойная) броня склёпкой 7-мм бронелиста с 3-мм котельным железом. При стрельбе бронебойной пулей с 25 м броня пробивалась, а на месте железа получалась вспучина. Все построенные броневики покрыты экранированной броней.
В июне 1937 года сдано 26 броневиков, из них 10 с пулемётами Максима и 16 с пулемётами ДТ. В производстве 200 шасси на заводах «Наваль», «Сагунто», «Торрес», «Девис». О строительстве бронемашин мятежники знают, и после выпуска 10 машин бомбили заводы «Навалис» и «Сагундо».».
Было два основных варианта UNL-35 на шасси ЗИС-5 — они различались бронированием двигателя и рядом других мелких частей.
С лета 1937 года до весны 1938 года выпускали около пяти-шести UNL-35 в месяц. С весны 1938 года, из-за сильных бомбардировок авиации франкистов производство бронеавтомобилей переместили на завод «Амат» (город Эльда, провинция Аликанте). Но к тому времени поставка ЗИС-5 из СССР прекратилась, поэтому для производства UNL-35 приспособили другие шасси, главным образом «Форд» V8 и «Шевроле» (для бронирования использовано несколько шасси с правым расположением руля). Это, и перебои с поступлением броневого листа, значительно снизило темпы выпуска бронеавтомобилей, и только с сентября 1938 года производство бронеавтомобилей начало расти и прекратилось в марте 1939 года после падения республики. Всего за два года построили более 120 UNL-35 (из них больше половины на базе ЗИС-5).

## AAC-1937

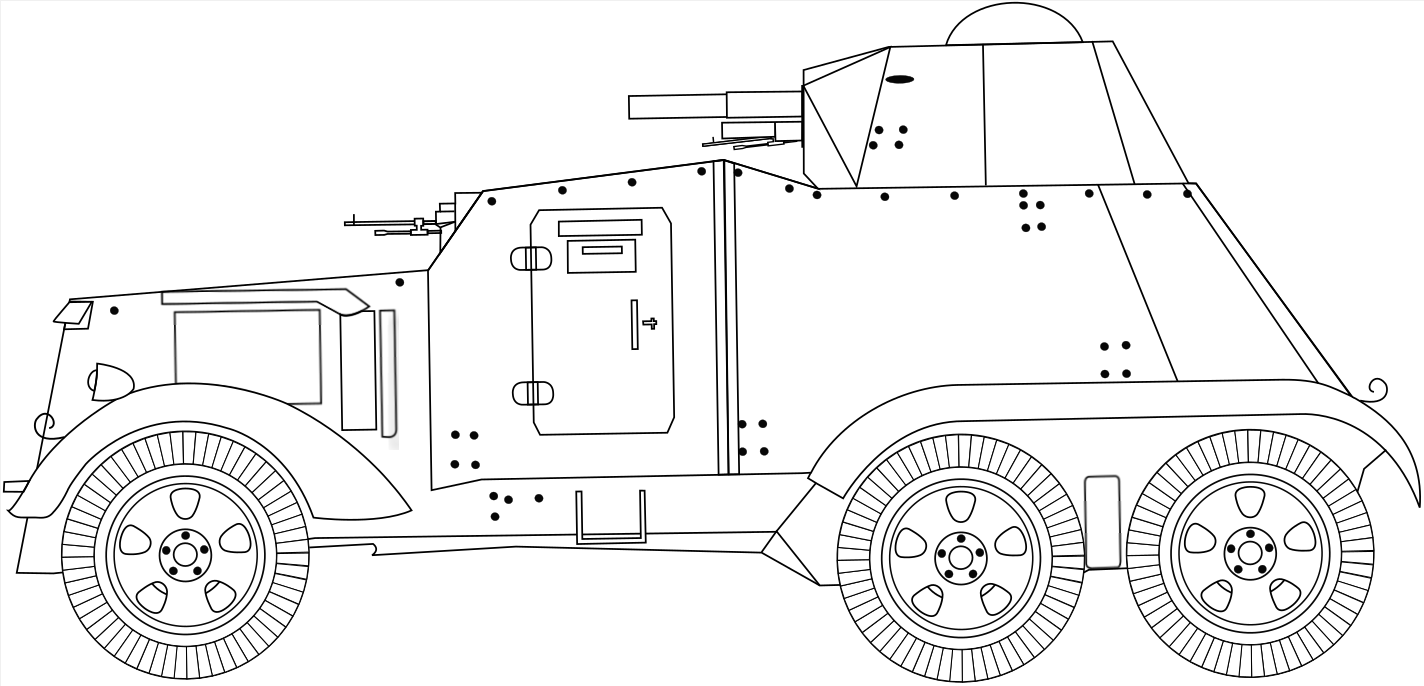
ААС-1937 с 37-мм пушкой

Ранее выпускавший грузовики завод «Дженерал Моторс» в Барселоне по заказу республиканского правительства на шасси заднеприводного грузовика «Шевроле SD» 1937 года (позже «Шевроле» серии «Т» 1938 года), по другим данным — "Форд SD», грузоподъёмностью 1,5 тонны, начал проектировать более тяжелый бронеавтомобиль, позаимствовав многие решения у бронеавтомобиля UNL-35 и советского БА-6. В появлении бронеавтомобиля участвовали и советские специалисты, и проглядываются многие характерные черты "наших" БА. К проекту ААС имели отношение советские военные инженеры А. Воробьёв и Н.Н. Алымов, ранее работавшие над UNL-35.
Базовое шасси «Шевроле SD» начально двухосное, с длинной базы 131 дюйм (3327,2 мм), при проектировании вместо одного заднего моста решили поставить два ведущих моста, колёсная формула стала 4х6.
Задние мосты или Форд-Тимкен (с отличиями от мостов Газ-ААА/БА-6), или коммерческие комплекты шасси "LHD" детройтской компании «Thornton tandem company»; есть сходство рессор и других элементов тележек ААС-1937 на сохранившихся фото с продукцией этого производителя; производитель комплектовал тележки и собственной раздаточной коробкой, рессорной подвеской "Truxmore Third Axle" и, по видимому, мостами того же Тимкен.
Проектирование бронеавтомобиля окончено в марте, производство доверили барселонскому компании Hispano-Suiza (Испано-Сюиза). Первые образцы бронемашины, названной ААС-1937, готовы в апреле 1937 года. Бронекорпус толщиной от 4 (крыша) до 9 мм (лоб), в основном 8 мм, бронелисты поставлены с металлургического завода в Сагунто, их крепили на заклёпках к каркасу из уголков и сваривали, в нескольких местах на сварные швы накладки. Башня сварная многогранной формы; вооружение из 2 пулемёта (ДТ или Максим). Для повышения огневой мощи (по предложению комбрига Д.Г. Павлова) часть броневиков решили вооружить 37-мм пушкой Пюто (Puteaux) (вероятно, часть орудий с неисправных танков Рено FT) с установкой в башне и пулемёта. На несколько бронемашин установили башни с разбитых и не подлежащих восстановлению Т-26, БТ-5 или БА, по некоторым данным 45-мм пушку так же ставили в башни оригинальной испанской разработки.
Кроме советской башни этот броневик имел индивидуальное оформление носа (бронирование лобовой части корпуса, крылья упрощённой формы, отсутствие "жабер" вентиляции моторного отсека, бронекрышка горловины радиатора сдвинута к диаметральной плоскости), что наталкивает на мысли об установке другого двигателя.
Крупносерийным выпуск не назвать, особо по советским меркам; до марта 1938 года выпуск ежемесячно около четырех ААС-1937. Позже и-за военно-политических причин (основная территория республики отрезана франкистами от Каталонии), начались перебои с поставкой броне листов. Выпуск броневиков спадал и прекратился в феврале 1939 года. Всего республиканская армия за время производства получила 70-75 бронеавтомобилей «Шевроле-1937». То ли из-за слишком растянутого и немногочисленного производства, то ли из-за перeбоев с поставкой комплектующих или по другим обстоятельствам, броневики разного времени выпуска имеют небольшие различия конструкции и компоновки (например передние крылья разной формы, есть/нет кожух непонятного назначения слева снизу перед задним крылом, большее количество клёпок и накладок на броневиках раннего или позднего выпуска и другое, хотя разделение на машины раннего/позднего выпуска условно.

### Боевое применение ААС-1937
ААС-1937 в боях начали использоваться почти сразу после начала производства. Уже в мае 1937 года несколько подавляли восстание анархистов в Барселоне. К лету 1938 года все броневики этого типа были в 1-й (Каталония) и 2-й (зона Центр-Юг) танковых дивизиях армии Республики и широко применяли в боях в Леванте - восточном Арагоне, на Центральном и Южном фронтах. Некоторые бронемашины захватили франкисты, националисты меняли пулемёты на МГ-13 и использовали броневики в боях на севере в Басконии и Кантабрии, в Андалузии, Эстремадуре и в Севилье; после окончания Второй мировой эти броневики модернизировали, они получили более мощные 1500-см2 двигатели Chevrolet и были в строю до 1956-1958 годов.

## Тизнаос - самодельные бронеавтомобили

Серия тизнаос в Бильбао. 1936

Колонна тизнаос FAI. 1936 год

Пушечный тизнаос на базе автомобиля «Испано-Сюиза»Т69

Тизнаос партии UHP. 1936 год

Яркое место в истории бронированной техники в Гражданской войне в Испании занимают самодельные бронеавтомобили, которых там применяли много. Практически каждый отряд города или даже поселка в Испании постарался завести в это время самодельный бронеавтомобиль, это зависело от их промышленных возможностей. Их систематизировать и описать полностью не по силам даже испанским историкам, так много их выпустили и так мало осталось о них информации, за исключением фотографий.
Чаще  это кустарные бронеавтомобили, бронированные подходящей сталью, без башен, с амбразурами для стрельбы из ручного стрелкового оружия - винтовок, ручных пулемётов (лёгких пулемётов по западной терминологии), пистолетов-пулемётов и даже пистолетов.
Несколько более совершенны броневики, бронированные на некоторых крупных заводах и верфях. Здесь была даже некоторая «серийность» их выпуска, на некоторых из них вооружение устанавливали и в башнях. Есть фотографии, на которых почти совершенные бронеавтомобили с куполообразными башнями в виде и даже с башнями от советских танков Т-26 и БТ-5 или бронеавтомобилей БА-6 или БА-3 (башни этих танков и бронеавтомобилей внешне почти неразличимы). Где и кем строились эти бронемашины, неизвестно, хотя, судя по фотографиям, они были у франкистов и участвовали в посвященном их победе параде в Севилье в 1939 году. Интересная особенность этих машин — колеса, внешние из них были меньшего диаметра и, видимо, предназначены для повышения проходимости на мягком грунте и по грязи.
Руководство франкистов в целом импровизированных бронемашин не одобряло, а если они и использовали их в начальном периоде войны, то только лучшие или однотипные. В частности, на базе автомобиля «Форд Таймс» 7V националисты выпустили броневик, который применяли как самоходный миномет. На нем был открытый сверху бронекузов, в котором расположили 81-мм миномет, бронированные капот и кабина. Также мог устанавливаться пулемёт, со снятым минометом этот броневик использовали для перевозки солдат. В подразделениях, где была разная бронетехника, эти броневики себя зарекомендовали хорошо.
Испанцы эти импровизированные броневики называли и называют «тизнаос» (серые), хотя на фотографиях некоторые из них раскрашены разнообразным камуфляжем. Вероятно, дело в том, что по инструкции 1929 года все броневые машины испанской армии должны красить в «артиллерийский серый» (средне-серый цвет) (немецкие танки, также окрашенные в серый, испанцы называли «негрилос» [черные], что говорит о  более светлом тоне испанской окраски). «Бильбао» тоже называли «тизнаос», поскольку и их, и импровизированные броневики в начале войны окрашивали так же. По той же инструкции 1929 года вся бронированная техника должна иметь на боках деревянные панели 70 на 35 см, окрашенные в чёрный, на которых белыми буквами писали их армейскую принадлежность, например «артиллерия» или «инфантерия» (пехота), и должен быть написан номер машины. Позднее этого уже не придерживались, но на многих импровизированных бронвиках, кроме окраски, было и много надписей и аббревиатур организаций — UHP (Unios Hermanos Proletarios), UGT, CNT, FAI (Federacion Anarquista Iberica), которые их создали. Иногда на одном броневике по несколько таких надписей, что свидетельствовало о «единении» организаций ко времени постройки этого броневика. Эти самодельные бронеавтомобили чаще использовали для патрулирования и других второстепенных целей.